# Gaav
Gaav (conosciuto anche col titolo internazionale Cow) è un film drammatico del 1969 diretto da Dariush Mehrjui. Il film è stato presentato al Festival di Cannes 1971, nella sezione Quinzaine des Réalisateurs.

## Riconoscimenti
- 32ª Mostra internazionale d'arte cinematografica di Venezia 1971
  - Premio FIPRESCI
- Festival di Berlino 1972
  - Forum internazionale del giovane cinema - Menzione premio OCIC